# Acraea villettei
Acraea villettei är en fjärilsart som beskrevs av Charles Oberthür 1925. Acraea villettei ingår i släktet Acraea och familjen praktfjärilar. Inga underarter finns listade i Catalogue of Life.